# Lagynochthonius chamorro
Espèce
Synonymes
- Tyrannochthonius chamorro Chamberlin, 1947

Lagynochthonius chamorro est une espèce de pseudoscorpions de la famille des Chthoniidae.

## Distribution
Cette espèce se rencontre à Guam, aux îles Mariannes du Nord, aux Palaos et aux États fédérés de Micronésie.

## Description
La femelle holotype mesure 1,18 mm.

## Publication originale
- Chamberlin, 1947 : Three new species of false scorpions from the Island of Guam (Arachnida, Cheloneth-ida). Occasional Papers of the Bishop Museum Honolulu, vol. 18, no 20, p. 305-316 (texte intégral).